# Kimberleyeleotris notata
Kimberleyeleotris notata é uma espécie de peixe da família Eleotridae.
É endémica da Austrália.